# Caryomys eva
Caryomys eva és una espècie de mamífer rosegador de la família dels cricètids. És endèmic de la Xina (Gansu, Hubei, Ningxia, Qinghai, Shaanxi i Sichuan). S'alimenta de llavors, brots, fulles tendres i herba. El seu hàbitat natural són els boscos, particularment els humits i molsosos. És una espècie en risc mínim, és a dir, no sembla que hi hagi cap amenaça significativa per a la seva supervivència. Se n'han trobat restes fòssils a la cova de Huanglong (Hubei).
Es desconeix qui és la Eva en honor de qui fou anomenada l'espècie.